# Castillo de Puebla de Almenara
El castillo de Puebla de Almenara o Santiago de Jalameña es una fortificación reconstruida entre los siglos XIV y XV en la sierra Jarameña sobre una anterior andalusí, tomada por la Orden de Santiago en 1177, situada en el municipio de Puebla de Almenara (Cuenca, España).

## Historia
La etimología de la palabra Almenara,(Del ár. hisp. almanára, y este del ár. clás. manārah 'lugar donde hay luz', 'faro'), indica que en su origen sirvió para hacer señales a otras fortalezas.
La fortaleza andalusí anterior, es tomada por la Orden de Santiago en 1177.[cita requerida]
La orden de Santiago lo menciona en su archivo de la siguiente manera:
"Almenara, castillo llamado también Santiago de Jalameña, fabricado por la orden en suelo propio para refrenar a los moros del obispado de Cuenca: da sobrenombre a la Puebla de Almenara y se hace visible a gran parte de la Mancha Alta. Este castillo se debió hacer hacia 1177: Se conserva aún la cuenta de los gastos de su fábrica."
Es muy posible que el castillo o atalaya de Puebla de Almenara, que existiera a principios del XII participara de una manera activa en la batalla de Uclés, (1108) gracias a su posición y cercanía a Uclés y que no pasara desapercibida para Alfonso VI.
Una vez que el frente Toledo-Cuenca se estabiliza tras el fracaso del asedio de Huete en 1172, la conquista de Cuenca en 1177 por Alfonso VIII, el desastre de la batalla de Alarcos el 18 de julio de 1195 y la batalla de las Navas de Tolosa (1212), el castillo va perdiendo su carácter fronterizo.
Esta hipótesis parece plausible para Coll, Cooper et al., cuando afirman:
De hecho, la zona, durante el largo período comprendido entre la conquista de Toledo en 1086 y la definitiva de Cuenca en 1177, constituye un lugar de posesión insegura, entretejiéndose una malla defensiva, por uno y otro bando que ocupa todo el territorio. Hay que tener en cuenta además, en el caso de Almenara, el factor de la relativa proximidad a Uclés
La sierra Jarameña sería la frontera entre el concejo de Uclés y Alarcón. El rey Fernando III el Santo ordenó al obispo de Cuenca la delimitación entre ambos, don Gonzalo procedió al amojonamiento en septiembre de 1241, colocando los mojones en:
- Villar de "Sancho Coxo"
- Fuente de Domingo Pérez
- Sierra de Almenara

La propia sierra de Almenara haría de mojón, según vierten las aguas, la vertiente oriental pertenecería a Alarcón y la occidental a Uclés.
En el siglo XIV el castillo estaba en tierra del infante don Juan Manuel, quien dio la carta puebla al municipio para su repoblación el 22 de marzo de 1332.

Don Juan Manuel se rebela contra Alfonso XI y esté le confisca los señoríos, que pasan a manos de Vasco Rodríguez de Cornado, maestre de la Orden de Santiago el 17 de noviembre de 1336, quedando de nuevo bajo la Orden de Santiago el castillo. Alfonso XI ordena en 1337 al maestre de la orden que repare el castillo de Puebla de Almenara, bien por hallarse en ruinas o por haber sufrido daños durante las guerras nobiliarias.
Sepan quantos esta carta vieren commo Nos Don Alfonso, por la gracia de Dios, Rey de Castiella, de Toledo, de León, de Gallizia, de Seuilla, de Córdoba, de Murçia, de Jahen, del Algarbe, e Señor de Molina. Otorgamos que por pago que nos fallamos que el castiello que dizen Almenara, et que ha agora …. Santiago de Jalameña?, fue començado a faser en el suelo de la orden de Santiago. Mandamos a uos Don Vasco Rodríguez, maestre de la orden y de la caballería de Santiago a uos Mayordomo mayor del Infante Don Pedro, mío fijo primero heredero, que lo labrásedes e fisiesedes labrar. Et por esto aseguramos a uos el dicho maestre que nos non tomemos ni mandemos tomar nin derribar el dicho castiello. Et tenemos por bien que lo tuuiere uos e la dicha orden por señorío. Et de uos nunca sea tirado por ninguna cosa nin por ninguna razón. Et por que desto seades cierto mandamos uos dar esta carta sellada con nuestro sello de plomo colgado. Dada en Alcalá de Henares, disiseys días de abril, era de mill e tresientos e setenta e cinco años (año 1337).
Finalmente Alfonso XI se reconcilió con Don Juan Manuel y en 1343 le devolvió todas sus posesiones.

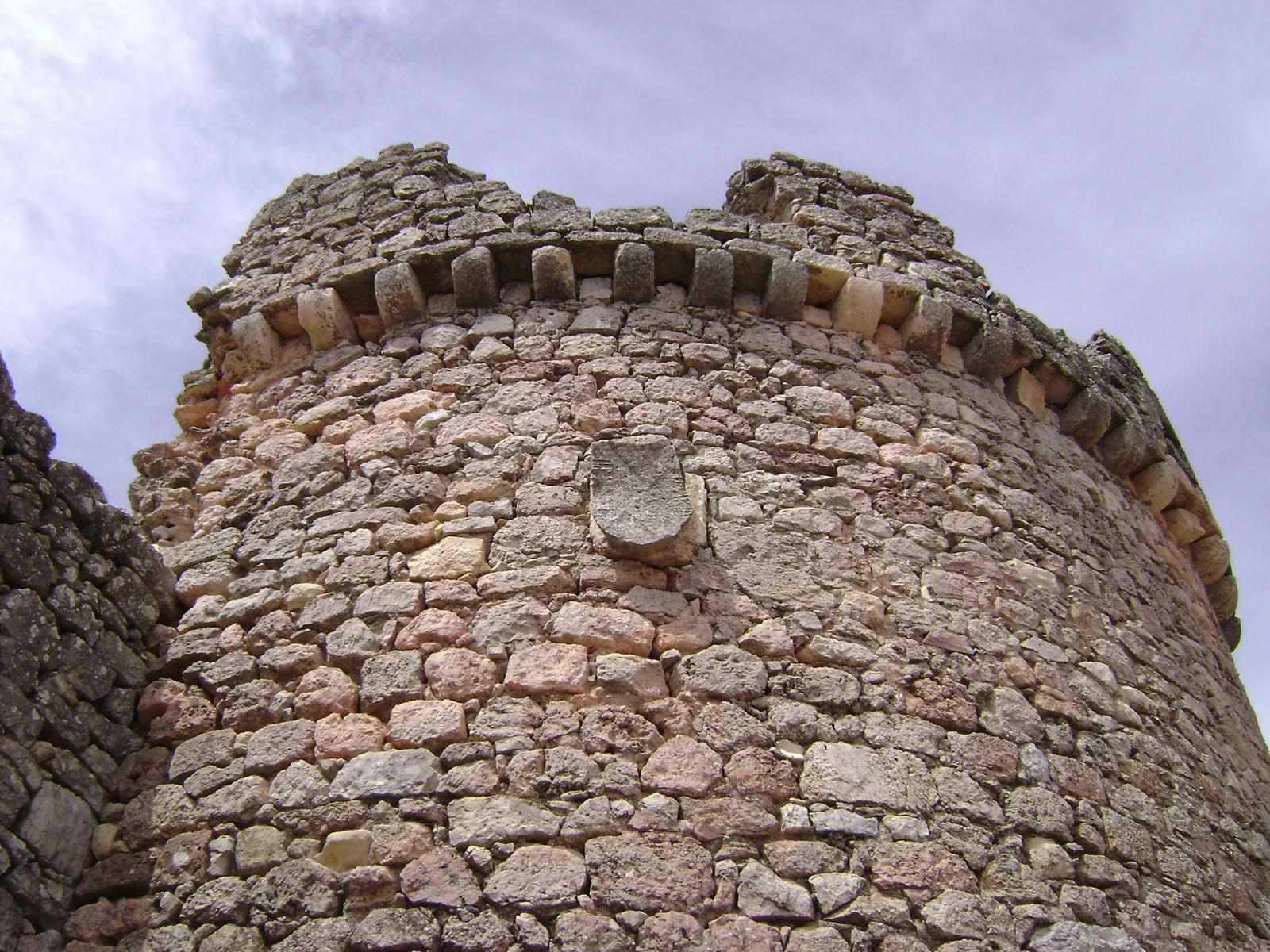
Escudo de la familia Mendoza.

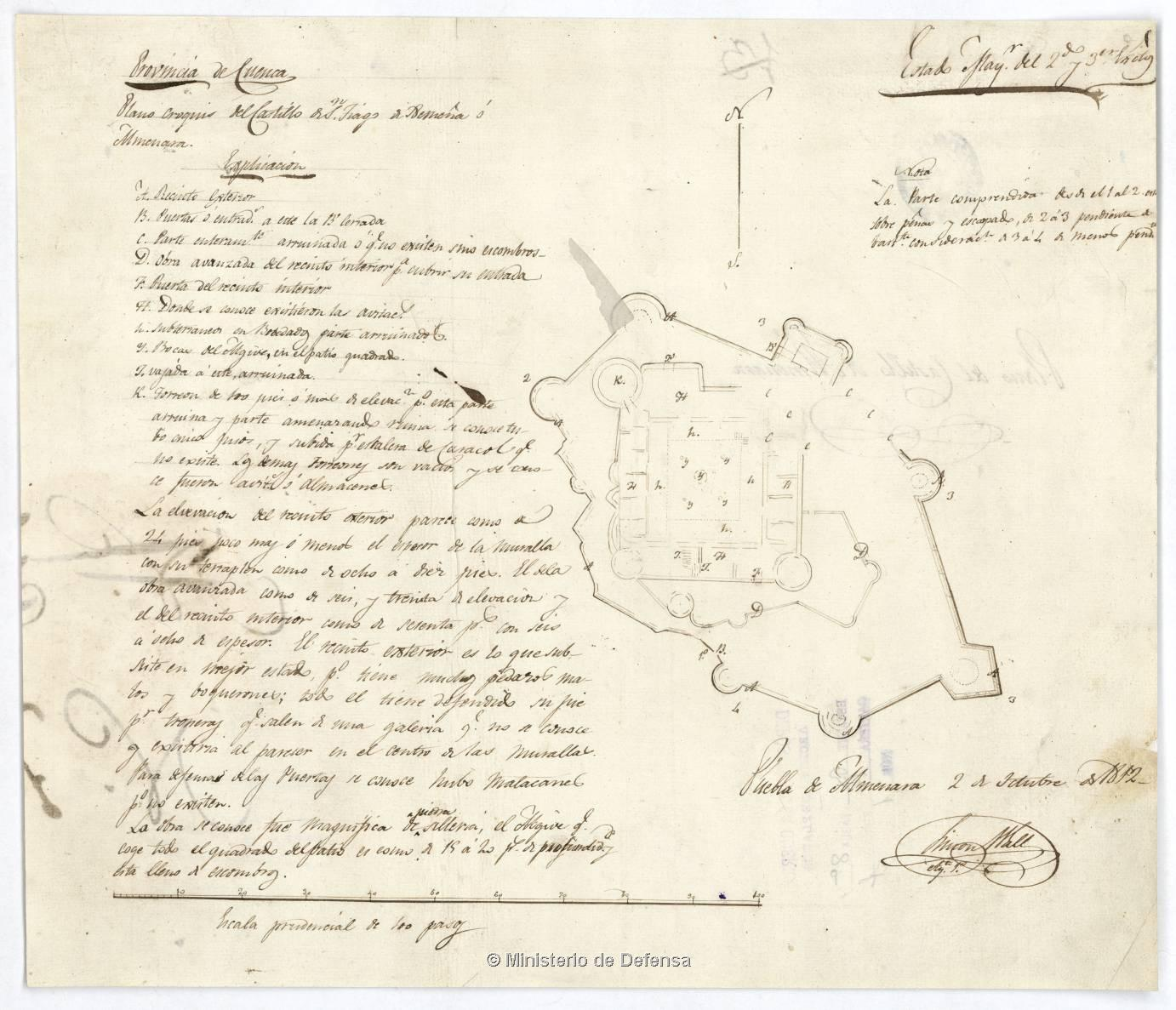
Plano croquís de 1812 realizado por Simón Vall.

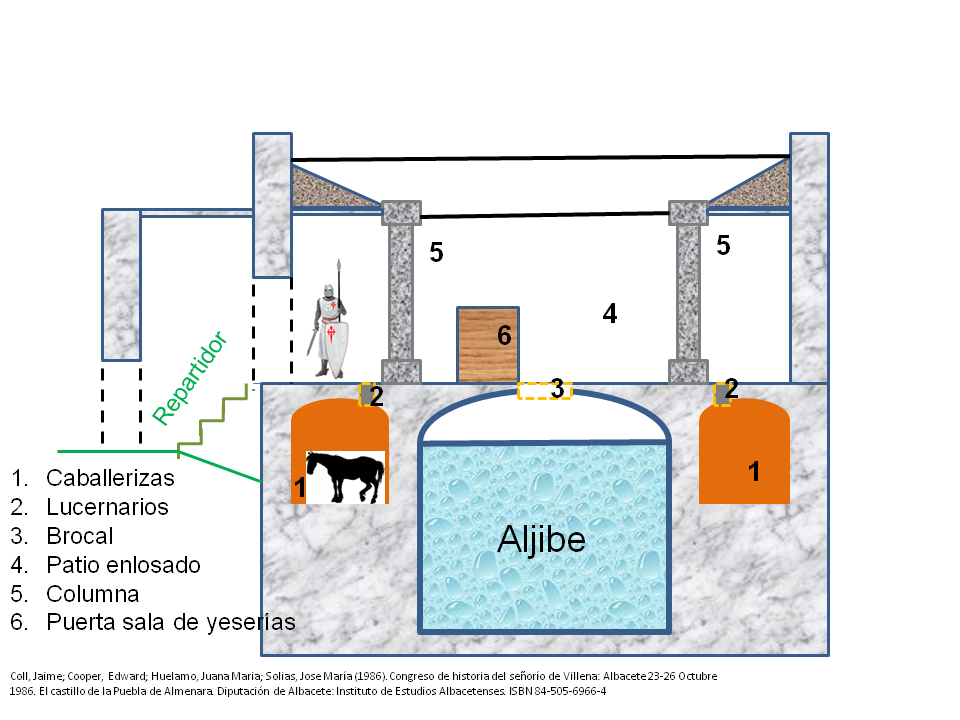
Sección interior.

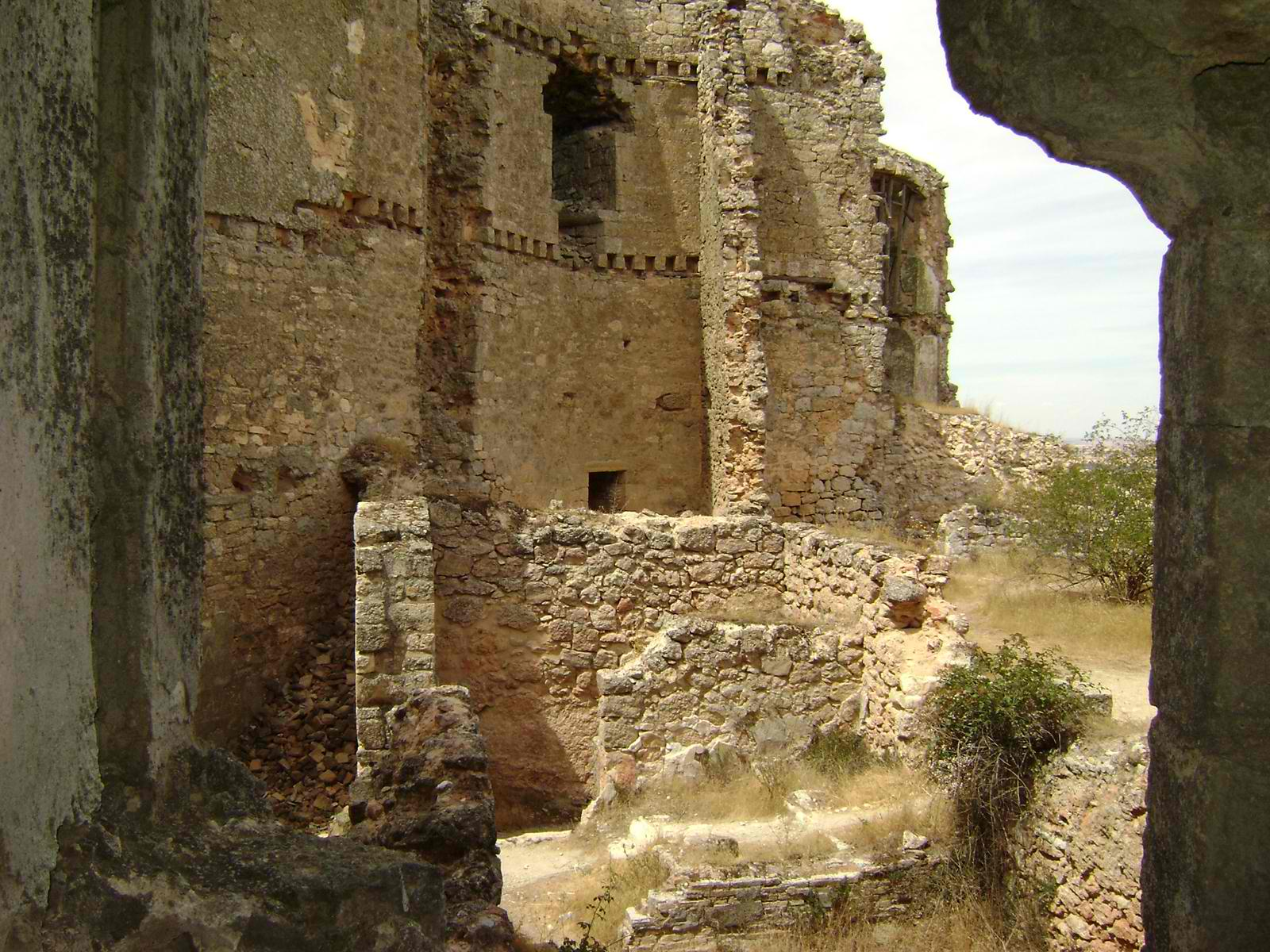
Vista lateral del distribuidor de circulación.

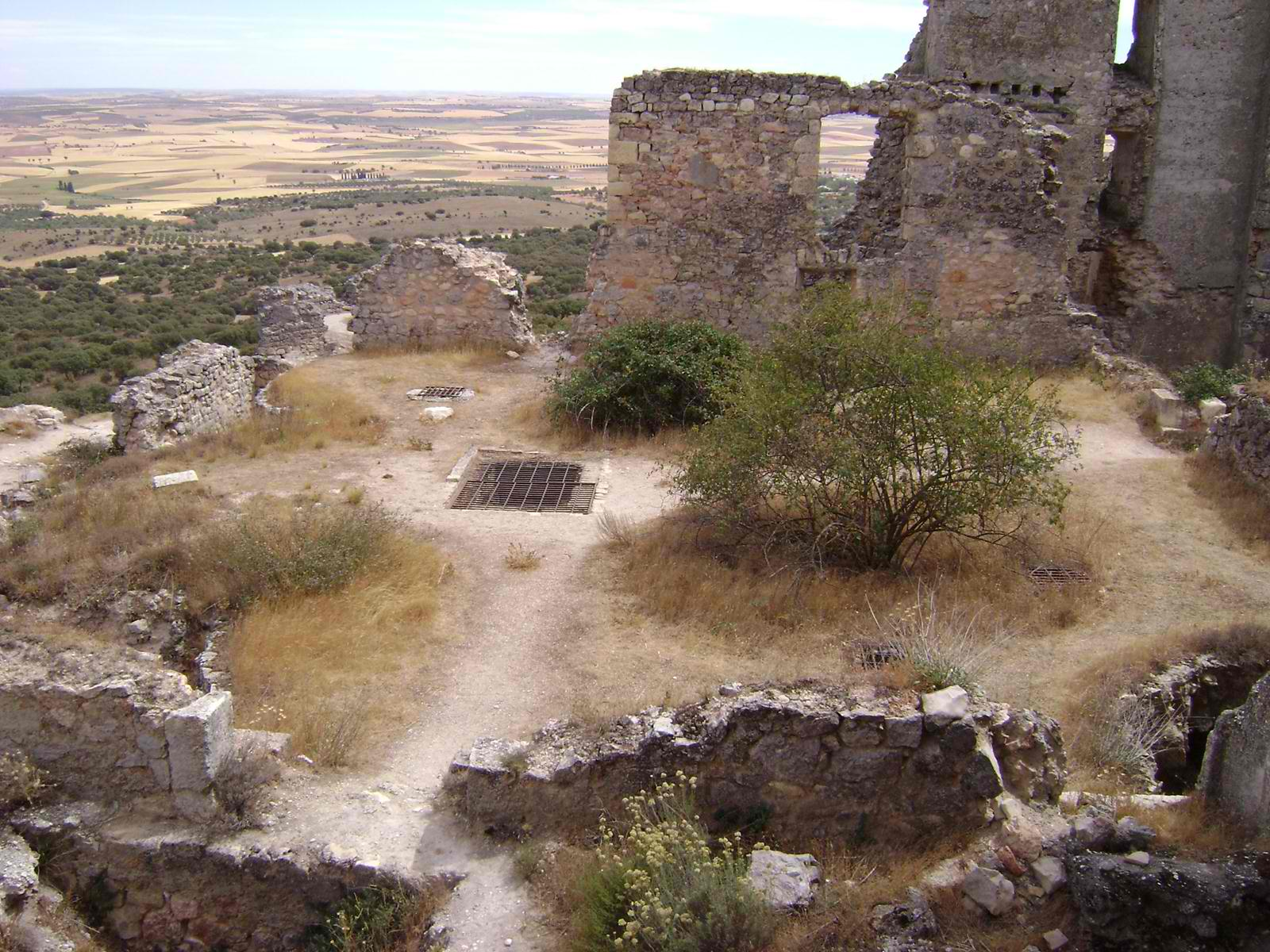
Vista del Patio interior desde la sala de yeserías.

Perteneció más tarde a los Mendoza, ya que fue comprado el 13 de octubre de 1487 por el Cardenal Pedro González de Mendoza a María de Peralta y su esposo Juan de Heredia. Se pagaron cuatro millones de maravedies distribuidos como sigue:
- Un millón por la fortaleza de Puebla de Almenara.
- 2.645.000 maravedies por la heredad de Puebla de Almenara, derechos, pechos y la heredad de la Fuente.
- 150.000 por las casas y una huerta.
- 7500 por la dehesa.
- 30.000 por la otra huerta con sus tierras.

Durante 1491 y 1492, se reforma el castillo por orden de Cardenal Pedro González de Mendoza siendo su maestro Alberto de Carvajal junto a Juan de Tarvernillas, Diego de Espina y Juan García de Praves. Carvajal cobró 10 000 maravedíes al año y 45.331 maravedíes más destinados a la compra de material y la contratación de hombres. Así sobre una de las torres del edificio, aparece un escudo de armas de la familia de los Mendoza.
Don Diego Hurtado de Mendoza primer conde Mélito, Virrey de Valencia y señor de Almenara era poseedor en Almenara y su término la fortaleza de la villa, su jurisdicción, una dehesa, dos huertas, unas casas y tres heredades de pan llevar.
En el siglo XVI perteneció a la princesa de Éboli, doña Ana de Mendoza y de la Cerda, habiéndolo heredado de su padre Diego Hurtado de Mendoza.
La mejor descripción que se conoce data de 1578, relaciones topográficas de Felipe II:
A los veinte y nueve capítulos dixeron: que la dicha villa tiene una fortaleza, un cuarto de legua de la dicha villa, que se dice El Castillo de Almenara, que está en la sierra Jarameña en un cerro alto, que está entre el término de la dicha villa y el de la de Villamayor, que es de la Orden de Santiago, que tiene tres puertas principales. La primera está en la primera cerca, hacia poniente; y la otra junto al rebellín; y la otra en el cuerpo de la fortaleza.
Y hay una cerca que tiene seis cubos, y la dicha cerca diez pies de ancho. Item, tiene unos sótanos antes de llegar al patín a la redonda del alxibe, que son caballerizas, que podrán estar en ellas cien caballos, y sus portales y zaguán. Item, tiene la dicha fortaleza un patio enlosado y en medio de él un alxibe de agua, que tiene el patín a la redonda cien pasos, y el alxibe con mucha agua y buena, con ocho lumbreras de hierro y sus cerraduras, y corredores arriba. Item, hay una sala que se dice la Guardarropa arriba, que tiene muchas piezas y rodelas y escopetas y tiros pequeños de campo, y ballestas, y tiene la dicha sala dos ventanas con sus rejas. Hay otra sala, que se dice la Guardarropa de Abaxo, que tiene algunas corazas y armas viejas, y en ella hay una tahona, y tiene dos puertas y una ventana con reja grande. Item, hay treinta y cuatro aposentos altos y baxos en la dicha fortaleza. Item, una ronda en la dicha fortaleza, que tiene ciento y cincuenta y seis pasos, y doce ventanas, y cuatro aposentos y una campana, y una torre que se dice del Homenaje. Item, tiene la dicha fortaleza veinte rejas grandes de hierro a la redonda de la fortaleza. Item, cuatro tiros, los dos grandes y los dos pequeños, de hierro. Item, hay siete chimeneas en los aposentos, y está en un cerro armada sobre piedra.
Parece que el arquitecto que levantó esta fortaleza fue Juan de Zamora, porque en Íscar en la provincia de Valladolid realizó un castillo parecido.
Apenas 34 años después de esta descripción, en 1612 Pedro de Priego, vecino y mayordomo de la cercana ermita de Ntra. Sra. de la Misericordia exponía como el Castillo de dicha villa ha muchos años que está arruinado por no haberle reparado los señores de el «y pide que» con los despojos de él se reparase y hiciese una ermita a Ntra. Sra.
En 1812 el cuerpo de Estado Mayor del Ejército a través de Don Simón Vall realiza un plano croquis del castillo, anotando que es la parte exterior la mejor conservada pero identificando un torreón de 100 pies con una escalera de caracol que amenaza ruina y describe ya el aljibe lleno de escombros pero profundo.
Desde el siglo XIX el castillo se encuentra en manos de la familia Vara.
En el año 2020 se inicia un nuevo periodo en la vida del Castillo con el comienzo de una fase de consolidación y limpieza del castillo, haciendo practicable su visita.

## Descripción y características
Conserva algunas partes de los castillos medievales como pueda ser el recinto amurallado, la torre del homenaje, el patio central con aljibe, sótanos, caballerizas.
Uno de los mejores estudios arqueológicos acerca del castillo de Puebla de Almenara ha sido el realizado por Coll, Cooper et al., donde se describe el castillo como una sucesión de tres recintos, siendo el más exterior el más moderno.

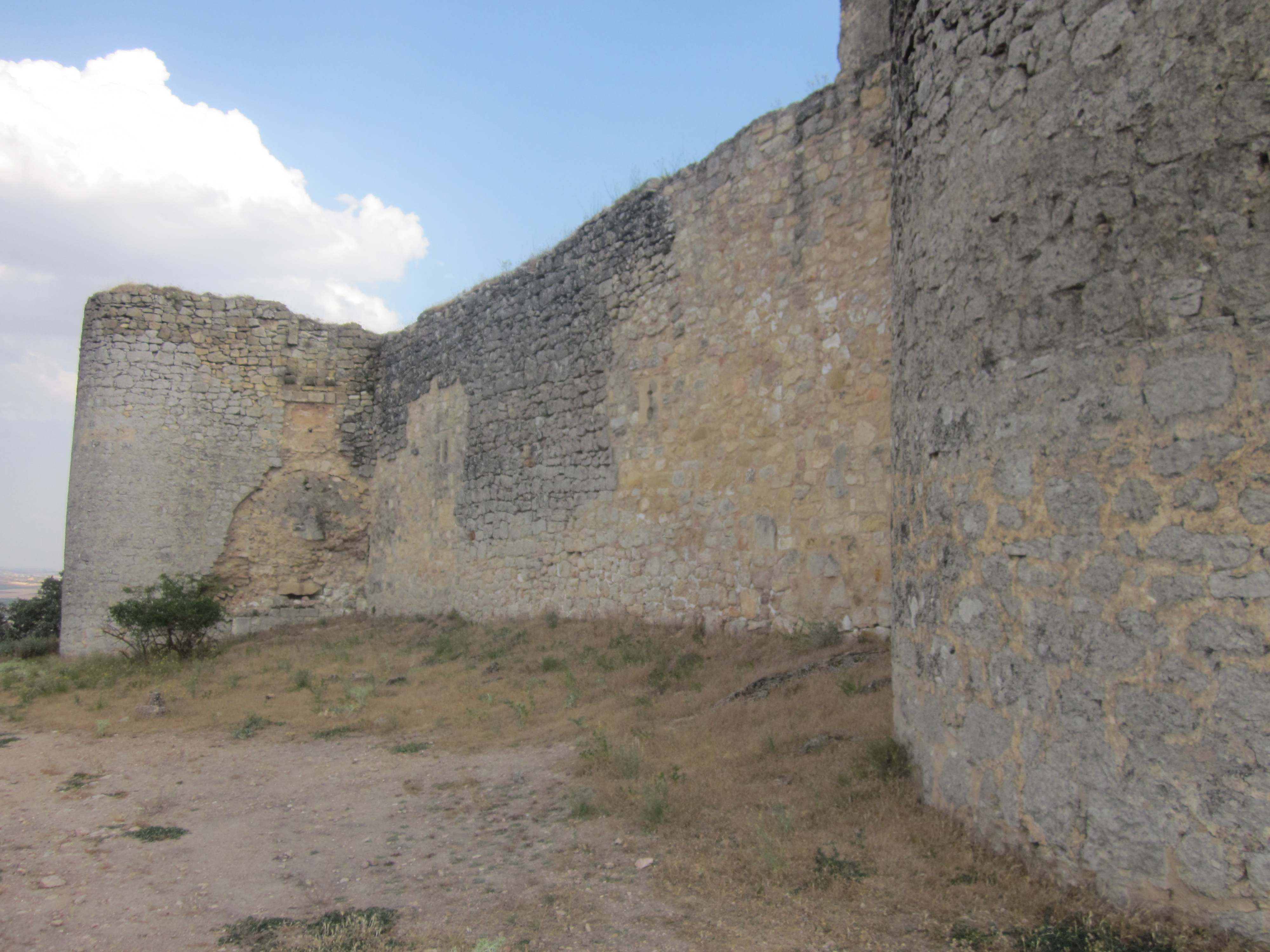
Entrada original al primer recinto del castillo.

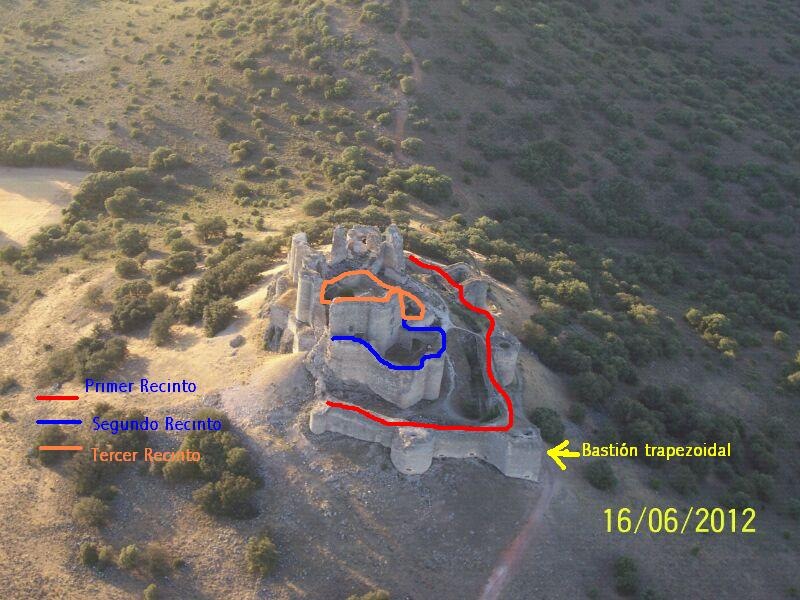
Recintos y bastión del castillo de Puebla de Almenara.

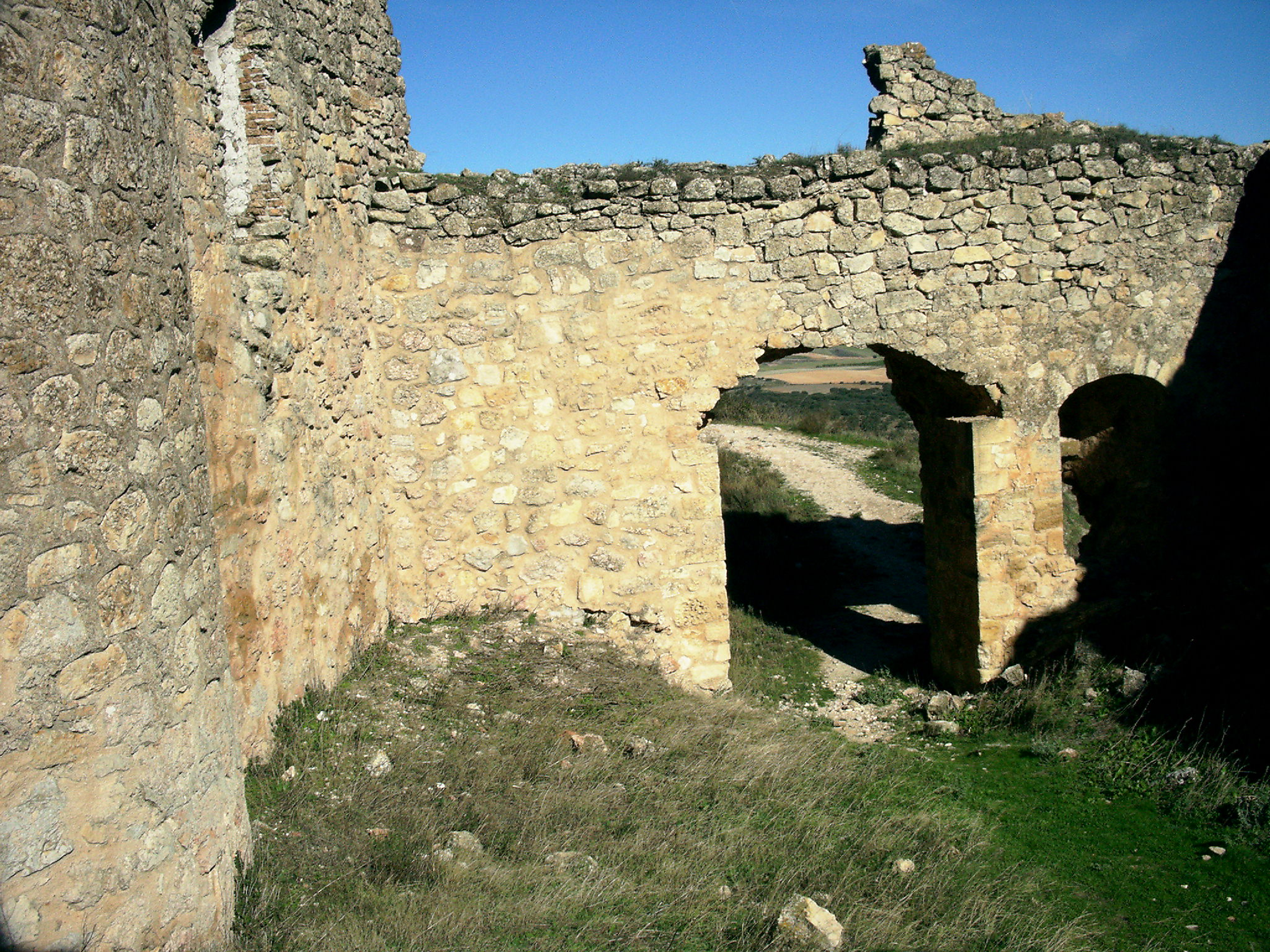
Entrada al segundo recinto.

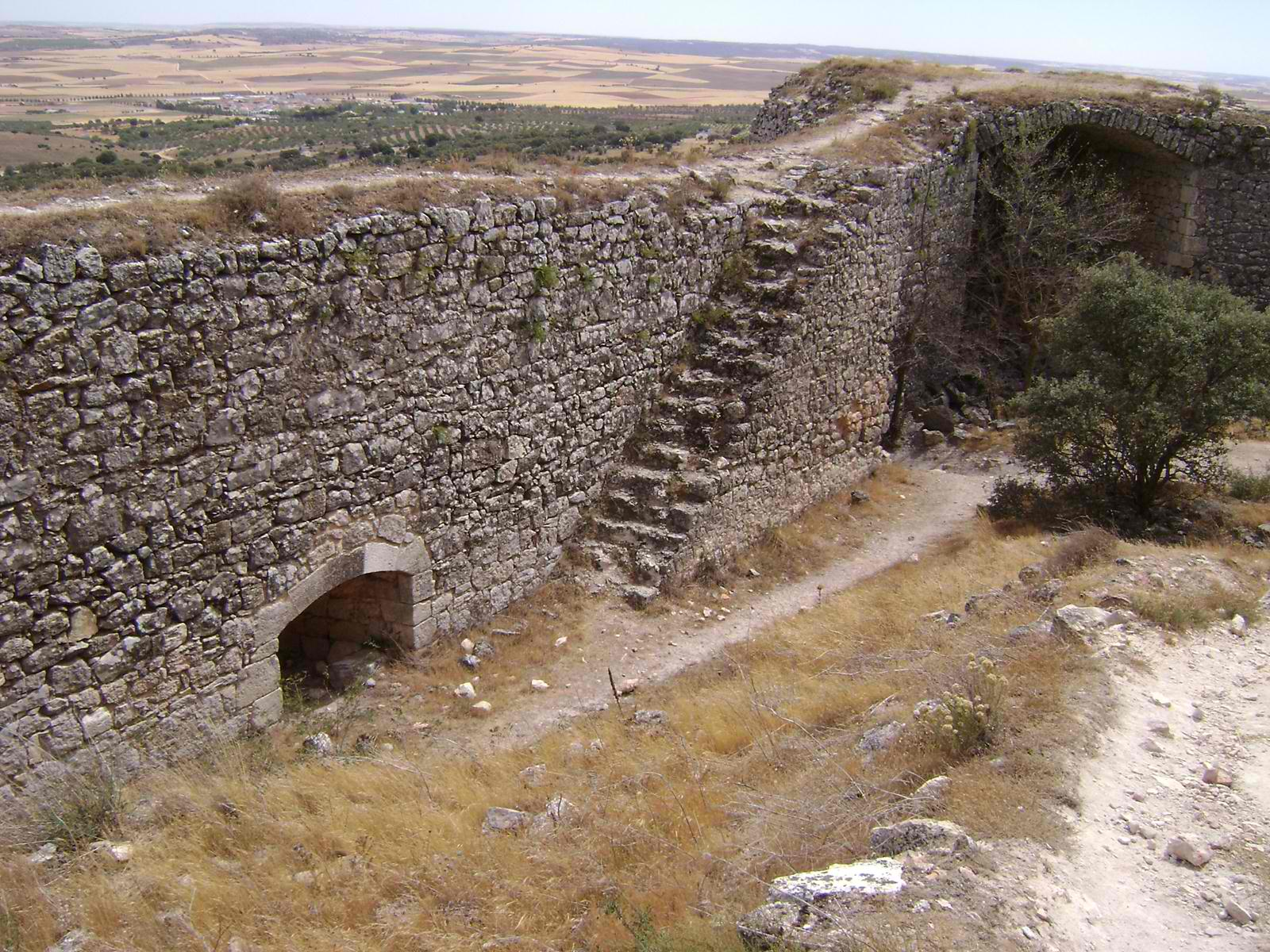
Escalera de acceso a la muralla del primer recinto.

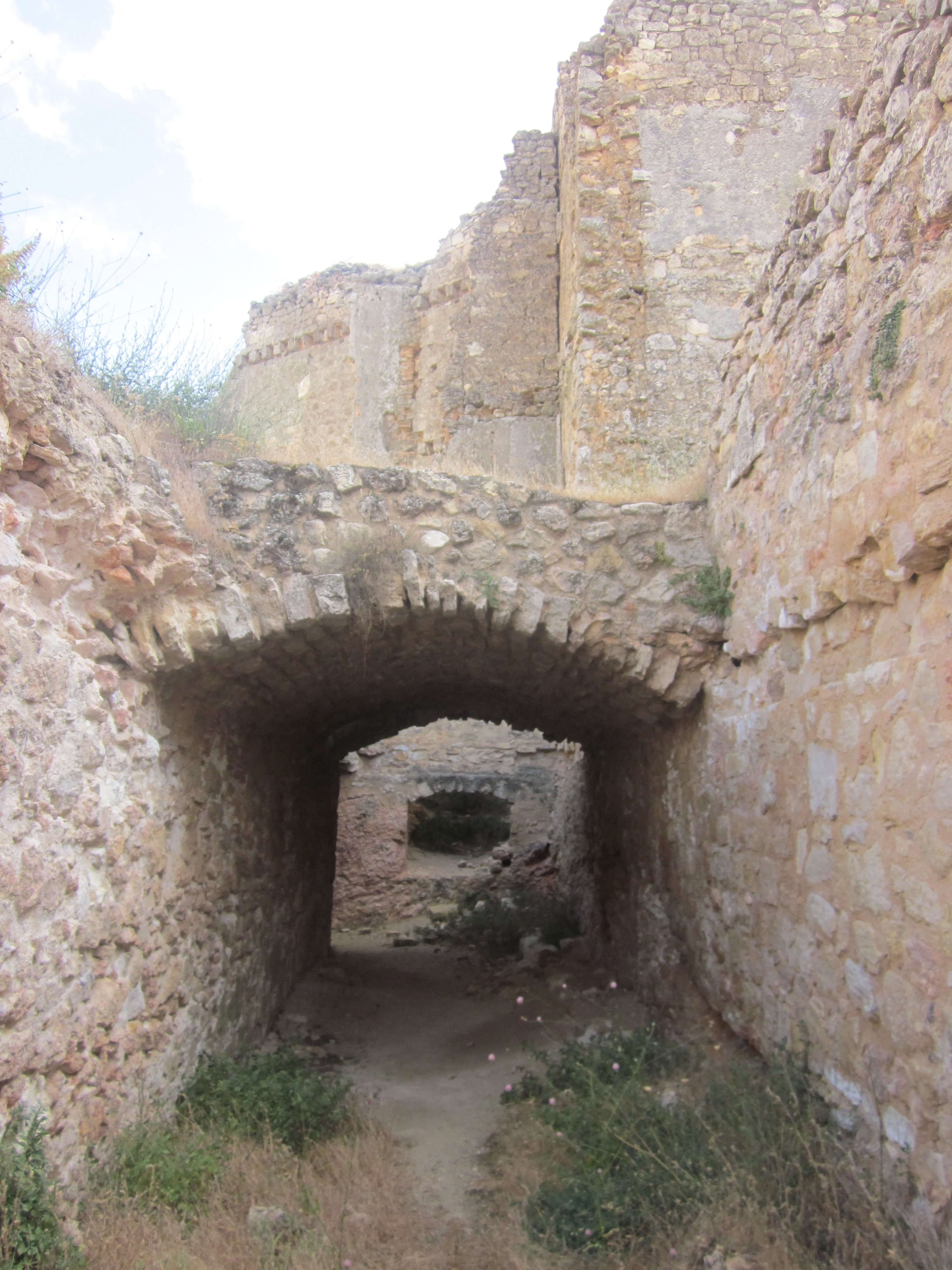
Caballerizas del castillo.

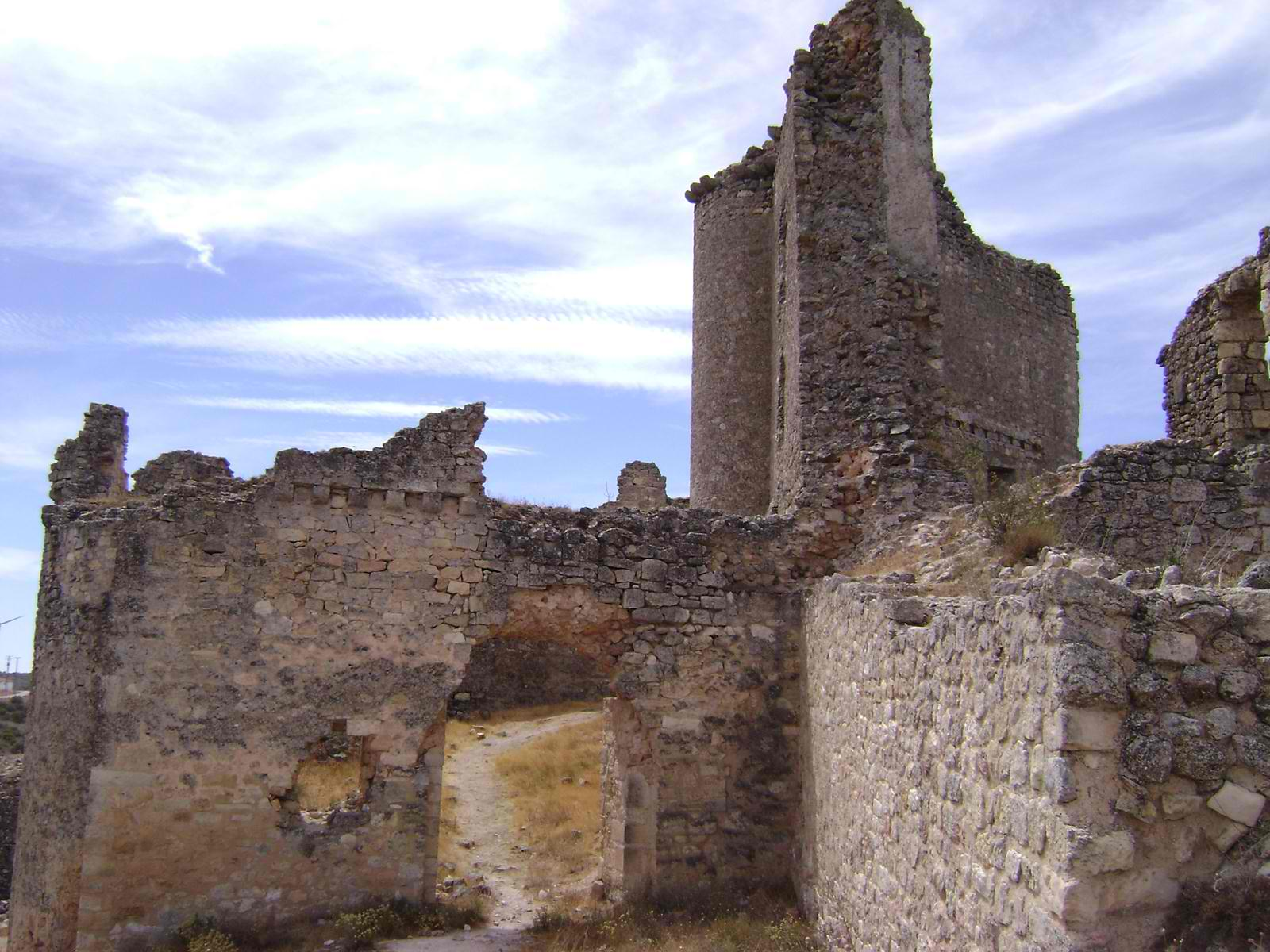
Segundo recinto.

En el primer recinto destacan el bastión trapezoidal y el bastión de planta cuadrada que era la entrada original al castillo en dirección norte. Una de las torres circulares, donde ahora esta la entrada, tiene un escudo difícilmente legible que algunos autores atribuyen a la familia Mendoza. Existen troneras de buzón a 60 cm del suelo original. El bastión trapezoidal posee troneras dobles para poder disparar dos piezas al mismo tiempo.

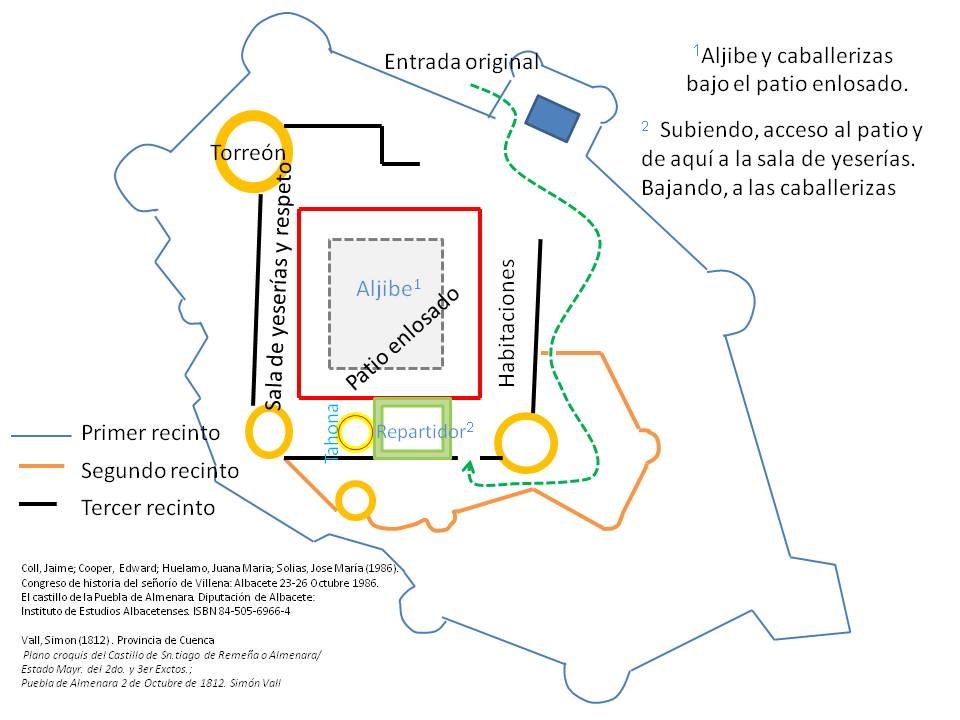
Croquis de la planta del castillo de Puebla de Almenara.

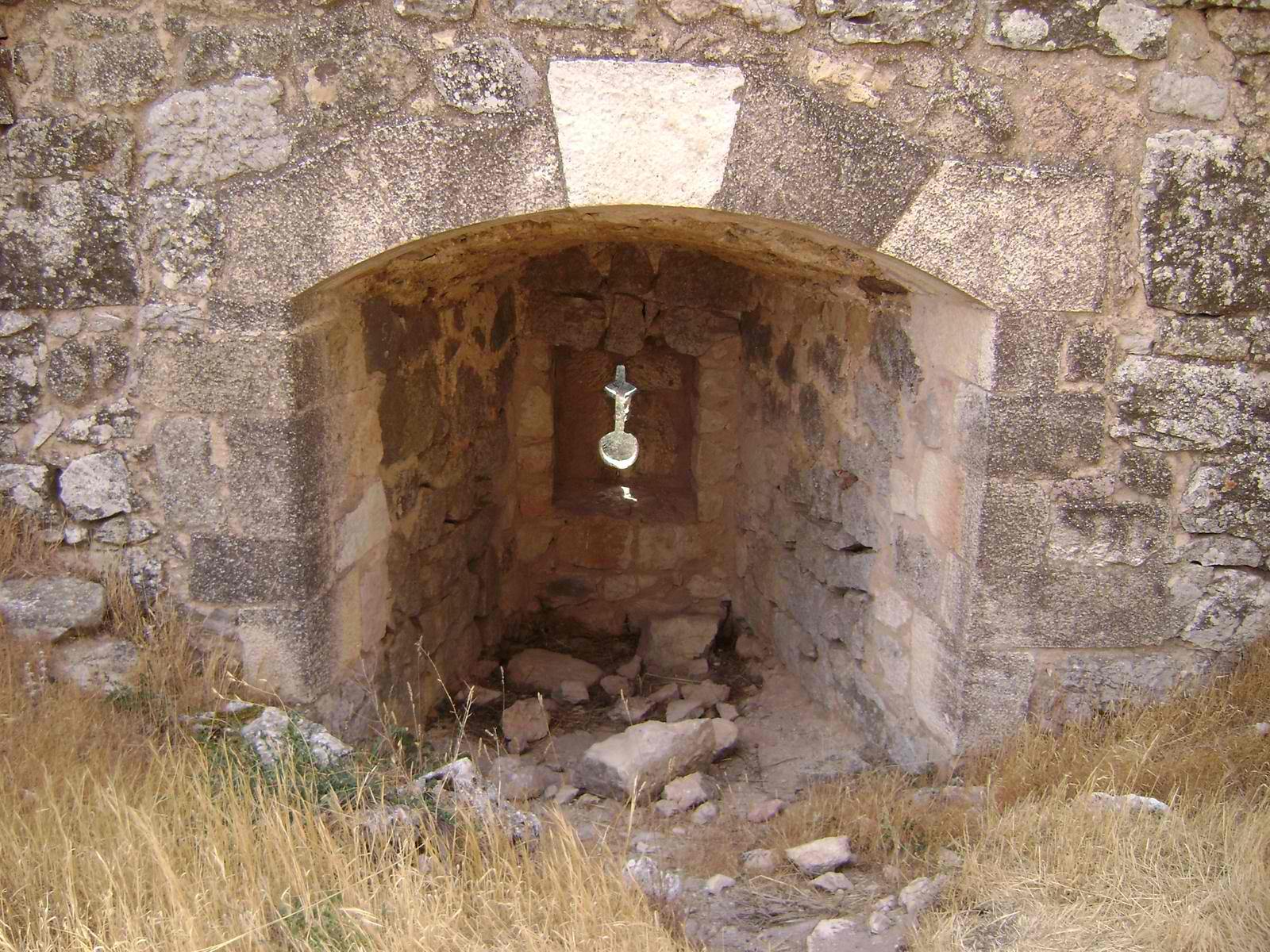
Detalle de aspillera en el primer recinto.

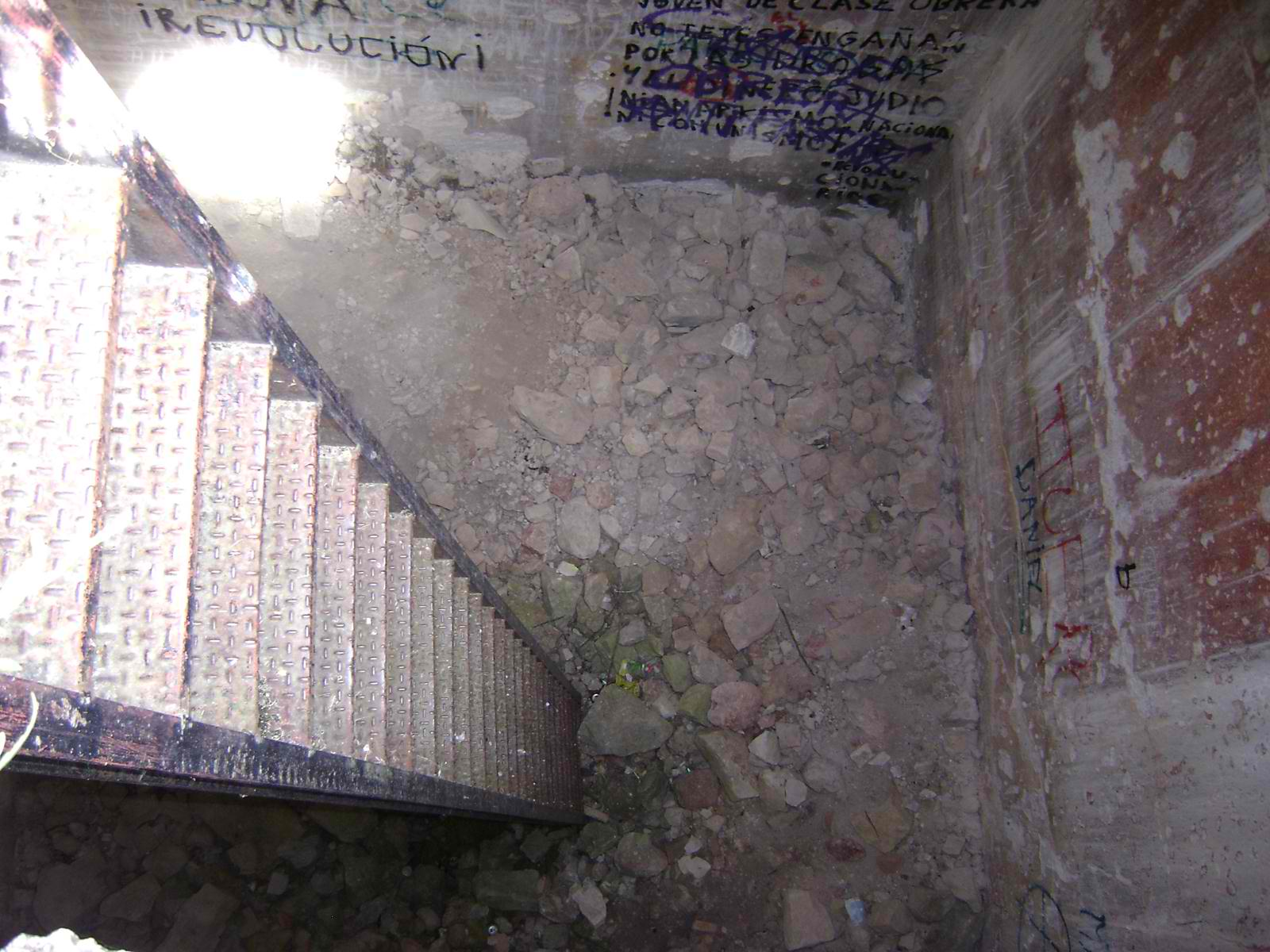
Bajada al aljibe.

El segundo recinto es el más pequeño de todos, con la entrada hacia el norte y sería un lugar de tránsito entre el primer recinto y el tercero.
El tercer recinto, donde se encontrarían las zonas de servicio y vivienda, y además han aparecido los restos constructivos más antiguos, es de difícil descripción debido a su estado de ruina. Al atravesar la puerta de entrada nos encontraríamos en un pequeño patio triangular que daría paso a un distribuidor teniendo tres posibilidades, bajar a las caballerizas por una rampa, subir a las habitaciones superiores por una escalera de caracol o entrar al patio interior.
Las caballerizas son cuatro recintos abovedados bajo el patio central y rodean el aljibe. Según las relaciones topográficas de Felipe II tendrían capacidad para 100 animales. En la pared opuesta a la del aljibe se encontrarían los pesebres y los animales recibirían luz y ventilación gracias a ocho lucernarios enrejados con salida al patio, dos por lado.
El patio estuvo empedrado y porticado, sustentada la cubierta por columnas. En el centro del patio se encuentra el brocal del aljibe.
El aljibe se llenaba por medio del brocal central del patio y de una canalización de cerámica que recogía el agua de lluvia de los tejados. El aljibe tiene una bóveda de medio punto y una altura aproximada de cinco metros. Todo el aljibe está cubierto por una sustancia rojiza impermeabilizante y antifúngica empleada por los árabes.
La sala de yeserías, se sitúa al oeste del patio enlosado, es una amplia sala rectangular con el eje mayor en dirección norte-sur y a la que se accedía desde el patio. Recibe su nombre de los frisos renacentistas hallados en ella.
Desde el castillo se divisan con facilidad las localidades de Tarancón, Quintanar de la Orden (27,6 km en línea recta), Belmonte, Uclés (21,15 km en línea recta), Segóbriga (11,5 km en línea recta), Carrascosa del Campo (29 km en línea recta), Huete (41,74 km en línea recta), Horcajada de la Torre, más o menos en un radio de 30-40 kilómetros el castillo es visible. En días claros se perfila la Sierra de Guadarrama, Puerto Lápice y Alcázar de San Juan (54,86 km en línea recta).
En las excavaciones del año 2020 apareció un muro de fábrica almohade, lo que puede cambiar las fechas de datación del castillo y la base enterrada de una torre en el segundo recinto.

## Programa de conservación y difusión
En el año 2020 se firmó un convenio de colaboración entre la propiedad y la Excma. Diputación Provincia de Cuenca . Ello permitió realizar una campaña de excavación arqueológica, la consolidación de revestimientos de paramentos y la adecuación de un recorrido para la visita. Destaca la instalación de escaleras en el patio central, el cierre del aljibe y el acceso a la coronación de la barrera exterior, que permite recorrer parte del antigui adarve de la fortaleza. Se completó esta actuación con la señalización con paneles y el cierre del castillo, por motivos de seguridad.
El castillo está declarado B.I.C. (Bien de interés Cultural) por la declaración genérica del Decreto de 22 de abril de 1949. Ley 16/1985 sobre el Patrimonio histórico Español. Recientemente ha salido de la Lista roja de patrimonio en peligro según Hispania Nostra. y pasando a la lista verde 
Tras la conclusión de los trabajos de campo en 2021 se ha iniciado un programa de conservación y difusión que tiende al estudio de esta singular fortaleza de la Mancha de Cuenca. Uno de los pilares de este programa es la realización de visitas explicadas del conjunto arquitectónico que se convocan en la página web del castillo , así como la asistencia a congresos y reuniones científicas y la preparación de futuras campañas de excavación arqueológica. La presencia en redes sociales también es parte de este programa de conservación y difusión - Instagram, Facebook, Youtube, Tripadvisor - además de la redacción de un Blog sobre diversos aspectos del pasado y presente del castillo y de su entorno patrimonial. A través de la página Google del castillo atendemos a todos los interesados en el monumento, así como cualquier consulta relacionada con el mismo.